# Ókoreai nyelv
Az ókoreai nyelv a koreai nyelvnek a három koreai királyság kezdetétől az Egyesített Silla végéig tartó időszak alatt használt változata. Ez az időszak az i. e. 1. század és 935 közé tehető. Számos, a koreai nyelv történetét szakaszoló elmélet létezik.
Ezt a nyelvet meg kell különböztetni az előkoreaitól (원시 한국어), mely egy olyan, később helyreállított nyelv, melyből az elméletek szerint a koreai nyelv kifejlődött. Azonban kétségek merültek fel a tekintetben, hogy ekkor a koreai vajon eléggé szétvált-e az altaji nyelvektől. Az ókoreai tonális nyelv lehetett, de ezt még nem sikerült egyértelműen igazolni. A régi koreai nyelveket két csoportba szokták sorolni, A feltételezések szerint a közép- és modern koreai nyelv gyökerei a sillai nyelvjárásig nyúlnak vissza, míg a Kogurjóban (Goguryeóban), Pekcsében (Baekjében) és más koreai államokban a három koreai király időszaka előtt Pujóban (Buyeóban) beszélt nyelv hasonlóságokat mutat a sillai nyelvjárással.
Csak néhány, az egyesített Silla időszakából korjo (goryeo) írásra átírt szöveg és pár, a kezdeti írásrendszerükkel fennmaradt, a három királyság korából származó írás maradt fenn. Így a három királyság korára jellemző nyelvezetet leginkább a fennmaradt hivatalos kormányzati elnevezéseken és a helyi kerületek nevein keresztül lehet vizsgálni. Más-más tudósok más-más időponthoz kötik azt, hogy az ókoreaiból kialakult a középkoreai. Ennek dátumát valahova a Korjo (Goryeo)-dinasztia idejének vége felé teszik. Egyesek szerint erre a váltásra csak a 15. század elején, a Csoszon-dinasztia uralkodása alatt került sor. Általában azonban úgy gondolják, a középkoreai kezdeti ideje Korjo (Goryeo) uralkodásának idejére tehető, s az ókoreaiban elterjedt szillai nyelvjárás helyét a korjo (goryeo) nyelvjárás vette át.

## Írás
Nagyon kevés kutatható ókoreai nyelvemlék maradt fenn. Az első ilyen szöveg a három királyság korszakából származik.  Általában kínai írásjelekkel jegyezték le a helyi nyelv hangalakját és nyelvtanát. Több írásrendszer volt használatban, kezdve az egyszerű jelrendszertől egészen az idu és a hjancshal rendszert alkalmazták. Utóbbiak leginkább versek lejegyzésére voltak használatban.
Ezen kívül további információkhoz a kínai és koreai forrásokban egyaránt lejegyzett tulajdonnevekből lehet meríteni. Ezen kívül egy másik forrás a kínai karakterek koreai kiejtése. Ezt a rendszert valószínűleg a három királyság korában vezették be.